# Пежо тип 44
Пежо тип 44 (фр. Peugeot Type 44) је био аутомобил произведен 1903. године од стране француског произвођача аутомобила Пежо у њиховој фабрици у Лилу. У тој години је произведено 58 јединица.
Аутомобил је покретао четворотактни, четвороцилиндрични мотор снаге 12 КС и запремине 2042 cm³. Мотор је постављен напред и преко ланчаног преноса давао погон на задње точкове.
Тип 44 је имао међуосовинско растојање од 1950 мм. Каросерија је типа дупли фетон са простором за четири особе.